# São Miguel do Jarmelo
São Miguel do Jarmelo (oficialmente: Jarmelo São Miguel) é uma freguesia portuguesa do município da Guarda, com 17,06 km² de área e 276 habitantes (censo de 2021). A sua densidade populacional é 16,2 hab./km².

## História
Juntamente com a freguesia de São Pedro do Jarmelo, faz parte da antiga Vila do Jarmelo, concelho extinto em 31 de Dezembro de 1853, data em que passou para o município da Guarda.
Pela lei nº 1746, de 13/02/1925, foram desanexados lugares desta freguesia para constituir a freguesia de Gagos.
Pela Lei n.º 11-A/2013 de 28/01/2013 (reorganização administrativa do território das freguesias) a freguesia de São Miguel do Jarmelo passa a incorporar a freguesia de Ribeira dos Carinhos.

## Lugares
A esta freguesia pertencem os lugares de: 
- Alto de Valdeiras
- Cornelho
- Jarmelo (São Miguel)
- Lobatos
- Montes
- Quinta do Silva
- parte da aldeia da Mãe de Mingança
- Ribeira dos Carinhos
- Toito
- Valdeiras

## Demografia
A população registada nos censos foi:
| Distribuição da População por Grupos Etários | Distribuição da População por Grupos Etários | Distribuição da População por Grupos Etários | Distribuição da População por Grupos Etários | Distribuição da População por Grupos Etários | Distribuição da População por Grupos Etários |
| -------------------------------------------- | -------------------------------------------- | -------------------------------------------- | -------------------------------------------- | -------------------------------------------- | -------------------------------------------- |
| Antes da agregação                           |                                              |                                              |                                              |                                              |                                              |
| Ano                                          | 0-14 anos                                    | 15-24 anos                                   | 25-64 anos                                   | >= 65 anos                                   | Total                                        |
| 2001                                         | 41                                           | 61                                           | 171                                          | 91                                           | 364                                          |
| 2011                                         | 21                                           | 35                                           | 141                                          | 98                                           | 295                                          |
| Após a agregação                             |                                              |                                              |                                              |                                              |                                              |
| Ano                                          | 0-14 anos                                    | 15-24 anos                                   | 25-64 anos                                   | >= 65 anos                                   | Total                                        |
| 2021                                         | 13                                           | 12                                           | 127                                          | 124                                          | 276                                          |

## Caracterização
Situada nos contrafortes da serra da Estrela, sensivelmente a 15 km da cidade da Guarda, é atravessada pela A25 e servida pela estrada N16, a caminho da Espanha, pela fronteira de Vilar Formoso.